# Municipio de Morris (condado de Clearfield)
El municipio de Morris (en inglés: Morris Township) es un municipio ubicado en el condado de Clearfield en el estado estadounidense de Pensilvania. En el año 2000 tenía una población de 3.063 habitantes y una densidad poblacional de 59.9 personas por km².

## Geografía
El municipio de Morris se encuentra ubicado en las coordenadas 40°57′30″N 78°12′29″O / 40.95833, -78.20806.

## Demografía
Según la Oficina del Censo en 2000 los ingresos medios por hogar en la localidad eran de $31,515 y los ingresos medios por familia eran de $36,250. Los hombres tenían unos ingresos medios de $26,058 frente a los $17,260 para las mujeres. La renta per cápita de la localidad era de $14,023. Alrededor del 7,1% de la población estaba por debajo del umbral de pobreza.